# Ren’ai (Keelung)

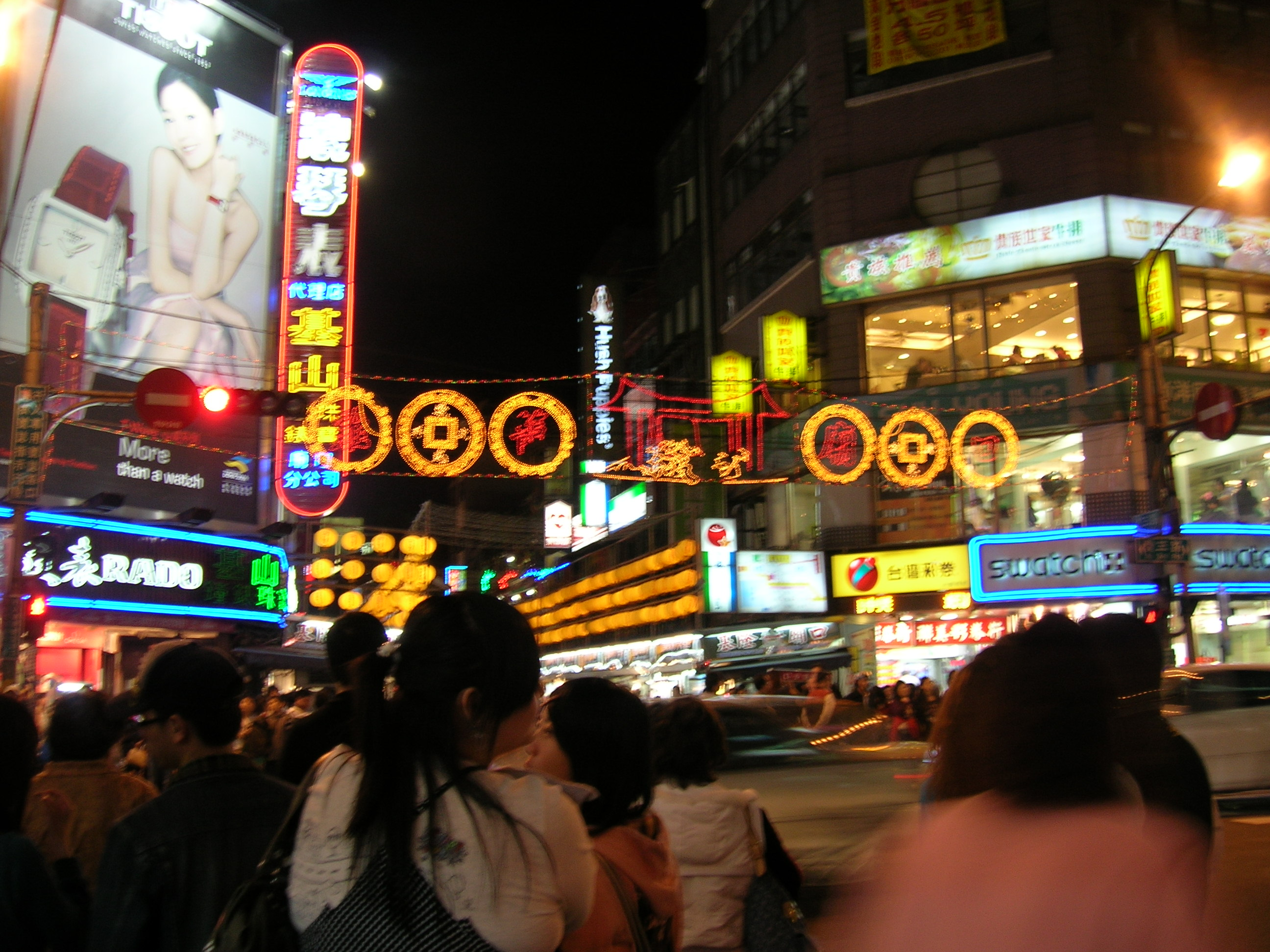
Ren’ai bei Nacht

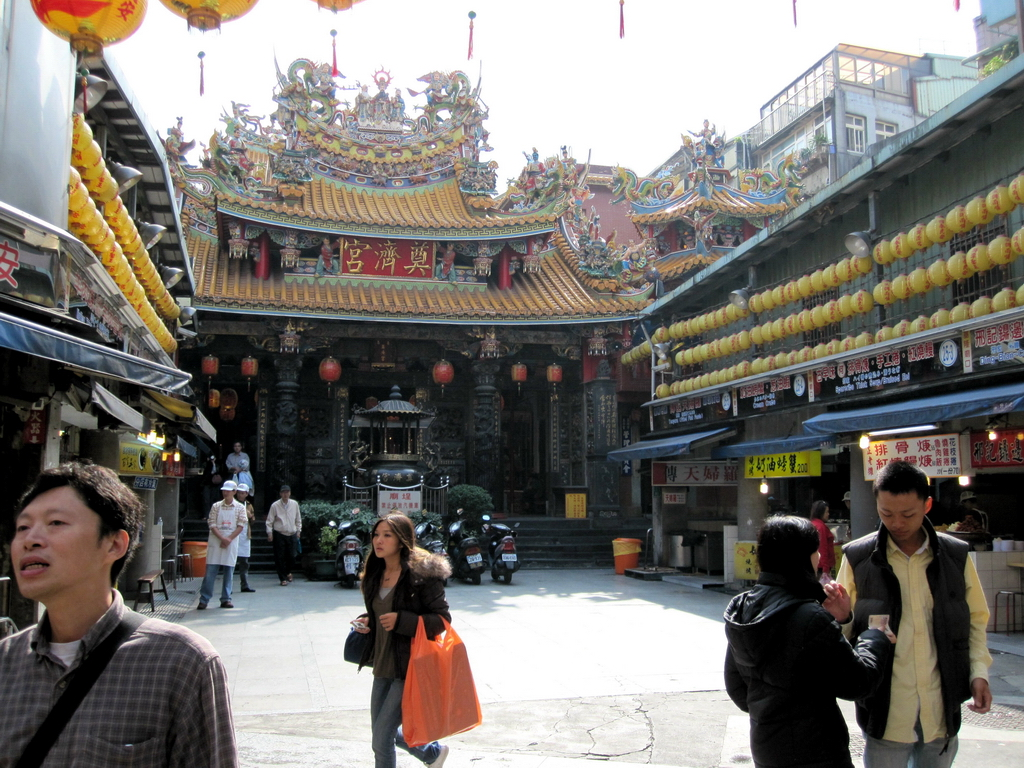
Der Dianji-Tempel nahe dem Miaokou-Nachtmarkt

Ren’ai (chinesisch 仁愛區, Pinyin Rén'ài Qū, Pe̍h-ōe-jī Jîn-ài Khu) ist ein Bezirk der nordtaiwanischen Hafenstadt Keelung.

## Lage und Bedeutung
Ren’ai befindet sich im Zentrum der Stadt Keelung. Es ist umgeben von den Nachbarbezirken Zhongshan und Zhongzheng im Norden, Anle im Westen, Nuannuan im Süden sowie Xinyi im Osten. Im Norden stößt der Bezirk an den südlichen Zipfel des Hafens von Keelung. In Ren’ai liegt der Hauptbahnhof von Keelung, durch den der Ort an das taiwanische Eisenbahnnetz angebunden ist.
Ren’ai ist der flächenmäßig kleinste Bezirk der Stadt, weist jedoch die mit Abstand höchste Bevölkerungsdichte auf. Die zentrale Lage und die Nähe zum Hafen haben den Bezirk zu einem lebendigen Geschäfts- und Einkaufsviertel gemacht, das im Kontrast zu den eher industriell geprägten Hafenbezirken Zhongshan und Zhongzheng steht. Bekannt sind u. a. der vielbesuchte Miaokou-Nachtmarkt und der sich daran anschließende Dianji-Tempel aus dem 19. Jahrhundert.